# 東山町 (板橋区)
東山町（ひがしやまちょう）は、東京都板橋区の町名。丁目の設定がない単独町名である。全域で住居表示が実施されている。

## 地理
板橋区の南部に位置する。東端および南端で石神井川に接する。北で南常盤台、東で石神井川を隔てて大谷口北町、南で石神井川を隔てて小茂根、西で東新町と隣接する。町域の北辺を国道254号（川越街道）が通じ、町域中央を東京都道318号環状七号線（環七通り）が南北に縦貫する。

### 地価
住宅地の地価は、2025年（令和7年）1月1日の公示地価によれば、東山町23-8の地点で56万2000円/m2となっている。

## 歴史
廃藩置県実施前は武蔵国豊島郡上板橋村。

### 沿革
- 1457年（長禄元年）ごろ：太田道灌により、川越街道が開かれる。
- 1639年（寛永16年）：川越城主松平信綱の命により、川越街道が中山道脇往還として整備される。
- 1871年（明治4年）11月：浦和県（現埼玉県）から東京府に編入。大区小区制実施。
- 1878年（明治11年）：郡区町村編制法により北豊島郡が設置され、東京府北豊島郡上板橋村となる。
- 昭和初期：現在の川越街道（国道254号線）の整備が行われる。
- 1932年（昭和7年）10月1日：東京府内市郡併合による板橋区発足に伴い、東京府東京市板橋区（旧）上板橋町三・五丁目となる。（1943年8月1日 東京都制施行）
- 1960年（昭和35年）5月1日：地番整理により、（旧）上板橋町三・五丁目の一部が東山町に再編される。
- 1964年（昭和39年）：東京都道318号環状七号線（環七通り）開通。

## 世帯数と人口
2025年（令和7年）3月1日現在（板橋区発表）の世帯数と人口は以下の通りである。
- 世帯数 : 2,374世帯
- 人口 : 3,967人

### 人口の変遷
国勢調査による人口の推移。
| 年                 | 人口  |
| ------------------ | ----- |
| 1995年（平成7年）  | 3,406 |
| 2000年（平成12年） | 3,758 |
| 2005年（平成17年） | 3,854 |
| 2010年（平成22年） | 3,782 |
| 2015年（平成27年） | 3,814 |
| 2020年（令和2年）  | 3,947 |

### 世帯数の変遷
国勢調査による世帯数の推移。
| 年                 | 世帯数 |
| ------------------ | ------ |
| 1995年（平成7年）  | 1,527  |
| 2000年（平成12年） | 1,752  |
| 2005年（平成17年） | 1,851  |
| 2010年（平成22年） | 1,961  |
| 2015年（平成27年） | 2,034  |
| 2020年（令和2年）  | 2,164  |

## 学区
区立小・中学校に通う場合、学区は以下の通りとなる（2021年8月時点）。
| 番地             | 小学校               | 中学校                   |
| ---------------- | -------------------- | ------------------------ |
| 1～33番 35～50番 | 板橋区立上板橋小学校 | 板橋区立上板橋第一中学校 |
| 34番 51〜52番    | 板橋区立上板橋小学校 | 板橋区立桜川中学校       |

## 事業所
2021年（令和3年）現在の経済センサス調査による事業所数と従業員数は以下の通りである。
- 事業所数 : 93事業所
- 従業員数 : 626人

### 事業者数の変遷
経済センサスによる事業所数の推移。
| 年                 | 事業者数 |
| ------------------ | -------- |
| 2016年（平成28年） | 103      |
| 2021年（令和3年）  | 93       |

### 従業員数の変遷
経済センサスによる従業員数の推移。
| 年                 | 従業員数 |
| ------------------ | -------- |
| 2016年（平成28年） | 648      |
| 2021年（令和3年）  | 626      |

## 交通

### 鉄道
町域に駅は存在しないが、以下の路線・駅が利用可能である。
- 東武鉄道
  - 東武東上線：ときわ台駅（常盤台一丁目・二丁目および南常盤台一丁目）

### バス
- 国際興業バス・関東バス（共同運行）
  - 東山町：赤31 赤羽駅東口行き・高円寺駅北口行き
- 都営バス
  - 東山町：王78 王子駅行き・高円寺陸橋経由　新宿駅西口行き
- 国際興業バス　
  - ときわ台駅入口：光02 池袋駅東口行き・光が丘駅行き
  - 東山町：池55 池袋駅東口行き・小茂根五丁目行き

### 道路
- 国道254号（川越街道）
- 東京都道318号環状七号線（環七通り）

## 施設
- 板橋区立上板橋小学校
- 東山公園

宗教
- 長命寺（真言宗豊山派）[16]

## その他

### 日本郵便
- 郵便番号 : 174-0073[3]（集配局 : 板橋北郵便局[17]）。